# Karim Bambo
Mohamed Ahmed Said thường gọi Karim Bambo (sinh ngày 13 tháng 5 năm 1993 ở Cairo) là một tiền vệ bóng đá người Ai Cập thi đấu cho Ismaily SC của Ai Cập.
Karim khởi đầu sự nghiệp cùng với El Gouna và thi đấu với họ đến 15 tuổi, sau đó anh chuyển đến Al-Ahly.
Karim Bambo ký hợp đồng cho Ismaily SC trong 3,5 năm vào tháng 1 năm 2016 sau khi anh bị giải phóng khỏi Al-Ahly vì chấn thương rách dây chằng.